# アカペラ2
『アカペラ2』（アカペラツー）は、ゴスペラーズのメジャーデビュー後17枚目のオリジナルアルバム。販売元はキューンミュージック。

## 概要
前作『What The World Needs Now』から約2年5ヶ月ぶり、アカペラのみで構成されたオリジナルアルバムとしては、前作『アカペラ』から約18年ぶりとなるオリジナルアルバムである。
2019年10月30日リリースの「VOXers」をはじめ、2020年10月5日の配信からスタートした5ヶ月連続配信曲「I Want You」、「INFINITY」、「誰かのシャツ」、「Loving Out Loud」、「風が聴こえる」を収録している。
初回限定盤と通常盤の2種類でリリースされており、初回限定盤にはゴスペラーズのアカペラ曲の歴史を辿る「アカペラクロニクル」と銘打たれたCDと、「ゴスペラーズ27年目の真実」と題された映像が収録された特典DVDが付属している。初回限定盤のDISC2には、楽曲の一部のみがCD化されていた「Street Corner Symphony」のフルサイズでの初収録を含む、メンバーの選曲による12曲を収録している。

## 収録曲

### Disc 1
1. INFINITY [3:22]
作詞：黒沢薫、作曲：黒沢薫・松原ヒロ、編曲：松原ヒロ
2. VOXers [3:34]
作詞・作曲・編曲：酒井雄二
3. Loving Out Loud [3:59]
作詞：Mayu Wakisaka、作曲・編曲：Mayu Wakisaka・Joe Ryan III・Drew Louis
4. 雨あがり [3:15]
作詞：黒沢薫、作曲：黒沢薫・松原ヒロ、編曲：松原ヒロ
5. I Want You [3:25]
作詞：村上てつや、作曲・編曲：とおるす
6. 誰かのシャツ [3:41]
作詞：村上てつや、作曲・編曲：とおるす
7. 離れていても 〜Wherever you are〜 [5:09]
作詞：黒沢薫、作曲：黒沢薫・松原ヒロ、編曲：松原ヒロ
8. ハーモニオン [3:16]
作詞・作曲・編曲：北山陽一
9. OVER & OVER [4:11]
作詞・作曲・編曲：村上てつや
10. マジックナンバー [4:05]
作詩・作曲・編曲：安岡優
11. 嘘と魔法 [3:37]
作詞・作曲・編曲：酒井雄二
12. 風が聴こえる [3:55]
作詞・作曲：細井タカフミ、編曲：北山陽一
13. インターバル [4:41]
作詞：植松陽介、作曲：植松陽介・北山陽一、編曲：北山陽一

### Disc 2（初回限定盤のみ）
1. Love me! Love me! [3:02]
作詩：安岡優、作曲・編曲：北山陽一
2. Platinum Kiss [4:23]
作詩：安岡優、作曲・編曲：黒沢薫・妹尾武
3. Street Corner Symphony [3:32]
作詞・作曲・編曲：ゴスペラーズ
4. 新大阪 [4:23]
作詞：村上てつや、作曲・編曲：村上てつや・妹尾武
5. いろは [3:10]
作詞・作曲・編曲：酒井雄二
6. UPPER CUTS 9502（MEDLEY） [7:31]
編曲：北山陽一・村上てつや
7. 星屑の街 [4:42]
作詞・作曲：北山陽一・安岡優、編曲：北山陽一
8. Promise - a cappella - [4:48]
作詞：近藤聖子、作曲・編曲：鈴木三博
9. ひとり [3:35]
作詞・作曲：村上てつや、編曲：村上てつや・北山陽一
10. 参宮橋 [3:51]
作詞・作曲・編曲：村上てつや
11. 星空の5人〜WE HAVE TO BE A STAR〜 [4:09]
作詞・作曲・編曲：村上てつや
12. 深呼吸  [2:03]
作詞：ゴスペラーズ、作曲：北山陽一

### DVD（初回限定盤のみ）
1. ゴスペラーズ 27年目の真実